# بولينا سينجر
بولينا سينجر (بالإنجليزية: Paulina Singer)‏ هي ممثلة أمريكية، ولدت في 5 سبتمبر 1991 في نيوهامبشير في الولايات المتحدة.

## وصلات خارجية
- بولينا سينجر على موقع IMDb (الإنجليزية)
- بولينا سينجر على موقع ميوزك برينز (الإنجليزية)
- بولينا سينجر على موقع قاعدة بيانات الفيلم (الإنجليزية)